# Élections au Liberia

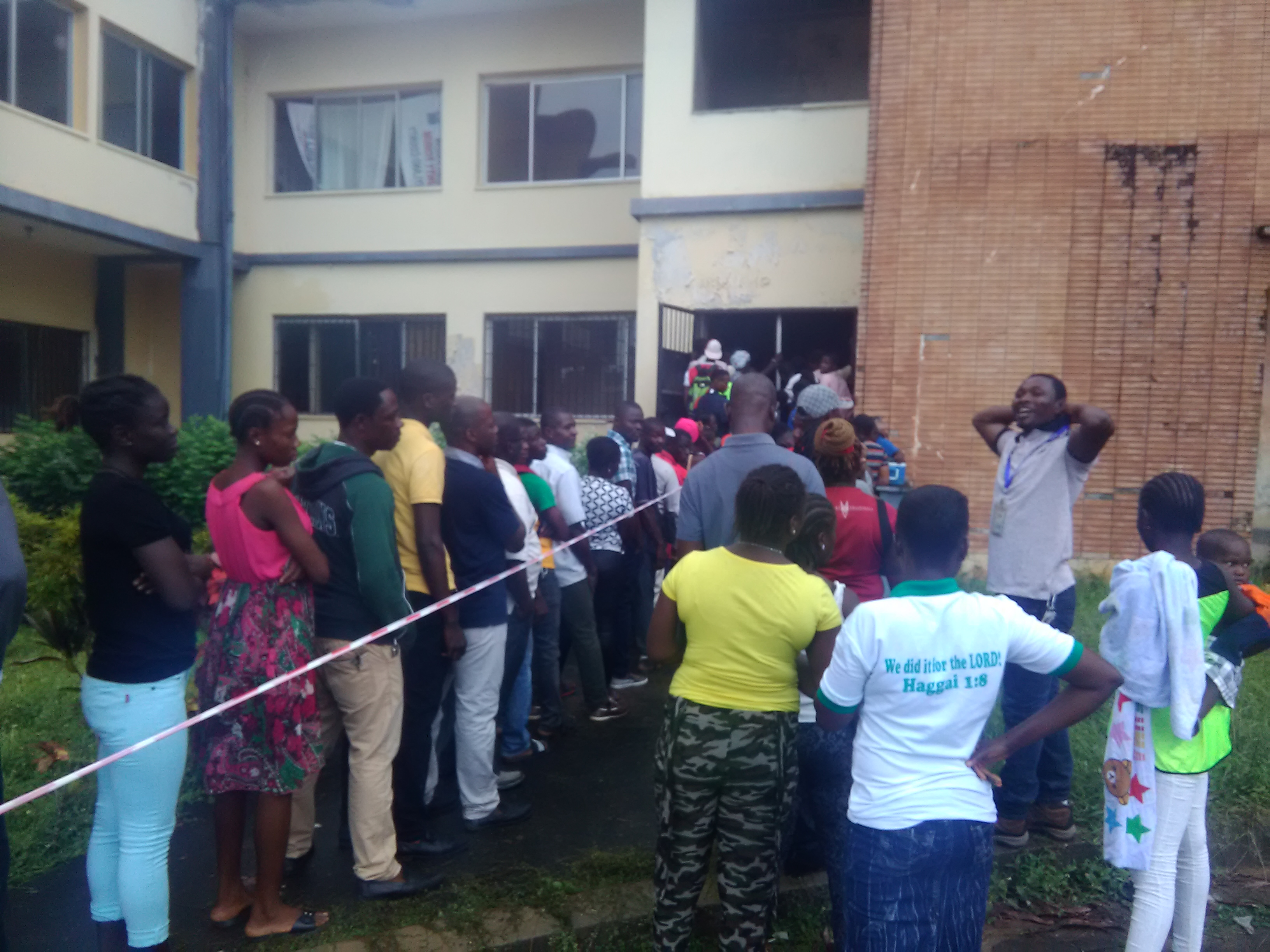
Électeurs(irce)

Cet article présente le résultat des élections au Liberia.
Tous les citoyens âgés de 18 ans ou plus peuvent s'inscrire pour voter aux élections. D'après l'Article 83(a) de la Constitution du Liberia, les élections doivent se dérouler les années d'élections le second mardi d'octobre, avec un second tour pour l'élection présidentielle se déroulant le second mardi suivant l'annonce des résultats du premier tour. Les élections sont encadrées par la Commission nationale des élections du Liberia (National Elections Commission of Liberia, NEC).

## Élections présidentielles
Le Chef de l'état, le Président du Liberia, est élu pour un mandat de six ans dans un scrutin uninominal majoritaire à deux tours, dans lequel un deuxième tour se déroule entre les deux candidats arrivés en tête en nombre de voix, si aucun candidat n'obtient la majorité des suffrages lors du premier tour. 

## Élections législatives
Le législature est composé de deux chambres élus.

### Élections à la Chambre des représentants
La Chambre des représentants est composé de 73 membres, élus pour des mandats de six années par la méthode du scrutin uninominal majoritaire à un tour dans des circonscriptions uniques.

### Élections sénatoriales
Le Sénat est composé de 30 membres, 2 pour chaque comté, élus pour des mandats de neuf ans lors d'un scrutin uninominal majoritaire à un tour. Les élections sénatoriales sont des élections décalées, avec le deuxième sénateur de chaque comté élu trois ans après le premier, suivi par une période de six années pendant lesquelles aucune élection sénatoriale n'est organisée.